# Ka-Pow
Ka-Pow est une série parallèle à Happy Tree Friends narrant les exploits de Flippy, Splendid et Buddhist Monkey, diffusée sur le site officiel depuis le 2 septembre 2008.

## Épisodes
1. Operation: Tiger Bomb (Kasblant: Bombe de Tigre)
2. Three Courses of Death  (Trois Rambos a 41 de la mort)
3. Splen. Super Squad: Mirror Mirror (Squadement Super de Splendide: Miroir Miroir!)